# Tylostega
Tylostega là một chi bướm đêm thuộc họ Crambidae.

## Các loài
- Tylostega lata X. Du & H.H. Li, 2008
- Tylostega luniformis X. Du & H.H. Li, 2008
- Tylostega pectinata X. Du & H.H. Li, 2008
- Tylostega serrata X. Du & H.H. Li, 2008
- Tylostega tylostegalis Hampson, 1900